# Грабовно-Мале
Грабовно-Мале (пол. Grabowno Małe, нім. Klein Graben) — село в Польщі, у гміні Твардогура Олесницького повіту Нижньосілезького воєводства.
Населення — 414 осіб (2011).
У 1975-1998 роках село належало до Вроцлавського воєводства.

## Демографія
Демографічна структура станом на 31 березня 2011 року:
|          | Загалом | Допрацездатний вік | Працездатний вік | Постпрацездатний вік |
| -------- | ------- | ------------------ | ---------------- | -------------------- |
| Чоловіки | 208     | 43                 | 149              | 16                   |
| Жінки    | 206     | 52                 | 119              | 35                   |
| Разом    | 414     | 95                 | 268              | 51                   |